# Fissidens macrobryoides
Fissidens macrobryoides är en bladmossart som beskrevs av C. Müller 1879. Fissidens macrobryoides ingår i släktet fickmossor, och familjen Fissidentaceae. Inga underarter finns listade i Catalogue of Life.